# (31765) 1999 JG114
1999 JG114 (asteroide 31765) é um asteroide da cintura principal. Possui uma excentricidade de 0.16711980 e uma inclinação de 11.03285º.
Este asteroide foi descoberto no dia 13 de maio de 1999 por LINEAR em Socorro.